# Xixuthrus costatus
Xixuthrus costatus är en skalbaggsart som först beskrevs av Xavier Montrouzier 1855.  Xixuthrus costatus ingår i släktet Xixuthrus och familjen långhorningar. Inga underarter finns listade i Catalogue of Life.